# Ivan Radeljić
Ivan Radeljić (İmotski, 1980. szeptember 14. –) bosznia-hercegovinai válogatott labdarúgó.

## Nemzeti válogatott
A bosznia-hercegovinai válogatottban 10 mérkőzést játszott.

## Statisztika
| Bosznia-hercegovinai válogatott | Bosznia-hercegovinai válogatott | Bosznia-hercegovinai válogatott |
| Időszak                         | Mérk.                           | gól                             |
| ------------------------------- | ------------------------------- | ------------------------------- |
| 2007                            | 6                               | 0                               |
| 2008                            | 3                               | 0                               |
| 2009                            | 1                               | 0                               |
| Összesen                        | 10                              | 0                               |